# Michael Fassbender
Michael Fassbender (Heidelberg, 2 de abril de 1977) é um ator teuto-irlandês, criado desde sua infância na Irlanda, conhecido pela sua participação em filmes como X-Men: First Class e as suas seqüências no papel de Magneto, Inglourious Basterds e Prometheus. Foi indicado por duas vezes ao Oscar: em 2014 por 12 Years a Slave e em 2016 por Steve Jobs.
Michael é o fundador e um dos donos da empresa de produção cinematográfica DMC Films.

## Biografia
Michael nasceu em Heidelberg, na Alemanha, filho de pai alemão e de mãe irlandesa. Segundo uma história familiar, a mãe de Michael é sobrinha-neta do líder irlandês da Guerra da Independência da Irlanda, Michael Collins. A família mudou-se para a Irlanda quando Michael tinha dois anos e abriu um restaurante, o West End House, em Killarney onde o pai de Michael trabalhou como chefe de cozinha.
Michael é católico e foi acólito na igreja que a família frequentava durante a infância. Ele tem uma irmã mais velha, Catherine, que é neuropsicóloga na Universidade da Califórnia.
A família de Michael passava as férias de verão na Alemanha, pelo que ele fala alemão fluentemente. Ele frequentou as escolas Fossa National School e a St. Brendan's School, ambas em Killarney. Michael decidiu que queria ser ator quando foi escolhido para uma peça de Donal Courtney aos 17 anos.
Atualmente, vive em Londres, para onde se mudou aos 19 anos para estudar no Drama Centre London, uma escola prestigiosa que ensina atuação, direção e roteiro, fundada em 1963. Porém, não chegou a terminar o curso de representação uma vez que conseguiu um trabalho com a companhia de teatro Oxford Stage Company com quem fez uma digressão com a peça Three Sisters.
O ator Tom Hardy, que foi colega de Michael na Drama Centre London, disse numa entrevista que este era "um ator metódico e sério" (ao ponto de se recusar a deixar uma cadeira de rodas, mesmo durante a pausa para o almoço) e era considerado um dos melhores alunos da escola.

## Carreira
Nos Estados Unidos, conseguiu o primeiro papel na televisão em 2001, na minissérie Band of Brothers, produzida por Steven Spielberg e Tom Hanks. Mas nunca pensou em morar fora da Europa. "Não tenho a menor intenção de me mudar para os Estados Unidos. Vou para lá a trabalho e só. Gosto de Londres e, quando passo muito tempo longe, sinto falta. Sou muito europeu."
De volta a Europa depois da participação na série americana, fez séries e filmes para TV britânica e canadense, tais como Hex, A Bear Named Winnie e Sherlock Holmes and the Case of the Silk Stocking. Em 2006 estreou-se no cinema com o papel de Stelios no filme 300 de Zack Snyder.

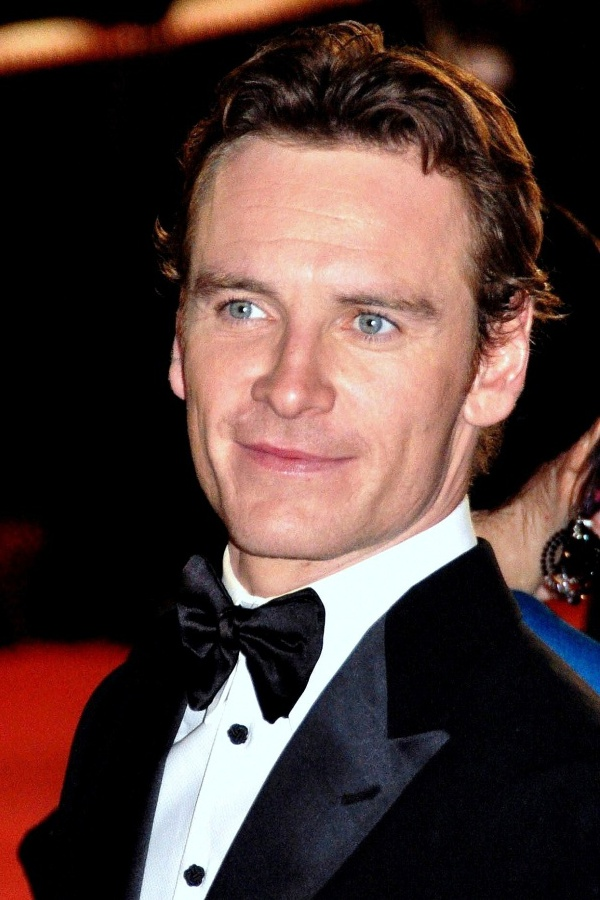
Michael Fassbender no Festival de Cannes em 2009.

Porém, foi só em 2008 que viu seu nome ganhar certa projeção ao participar do filme de estreia do diretor Steve McQueen, Hunger. O filme, que teve estréia no Festival de Cinema de Cannes, baseia-se na história de real de Bobby Sands, um militante do Exército Republicano Irlandês Provisório que liderou uma greve de fome na Maze Prison. Entre outros, Hunger venceu o prémio Caméra d'Ór do Festival de Cannes, atribuido ao melhor filme de estreia em exibição no festival e um BAFTA de cineasta mais promissor, recebendo ainda uma indicação para Melhor Filme Britânico. Michael venceu os prêmios de Melhor Ator nos British Independent Film Awards e nos Irish Film and Television Awards, por este papel.
A partir de 2009, Michael Fassbender começou a participar regularmente em projetos de grande relevância. Nesse ano interpretou o papel de Conor, o namorado da mãe da personagem principal, uma adolescente de 15 anos socialmente isolada e que acaba por ter um relacionamento com ela no filme britânico, Fish Tank. O filme foi bastante elogiado pela crítica e, entre outros, venceu o Prêmio do Júri no Festival de Cannes e o BAFTA de Melhor Filme Britânico.
Ainda nesse ano, Michael participou do filme de Quentin Tarantino, Inglourious Basterds no papel de um crítico de cinema britânico com um gosto particular por filmes alemães e que se faz passar por um oficial alemão por saber falar fluentemente a língua. Teve ainda um papel secundário no filme de terror protagonizado por Henry Cavill e dirigido por Joel Schumacher, Town Creek. Neste ano foi nomeado para um EE Rising Star Award na cerimónia dos BAFTA, mas perdeu para Noel Clarke.

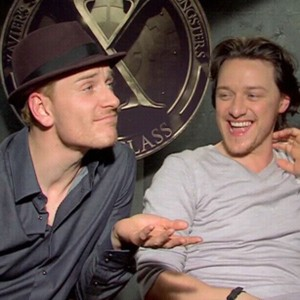
Michael Fassbender e James McAvoy numa entrevista para o filme X-Men: First Class em 2011.

Depois de um ano de 2010 mais ameno com participações no fraco Jonah Hex e no mediano Centurião, Michael regressou com destaque em 2011 ao protagonizar cinco filmes de grande sucesso. O primeiro a estrear foi Jane Eyre, baseado no romance homónimo de Charlotte Brontë e onde interpreta o papel icónico de Edward Rochester, enquanto Mia Wasikowska interpreta o papel de Jane Eyre. No verão protagonizou o blockbuster X-Men: First Class, um reboot do famoso franchise da Marvel. No filme interpreta o papel de Magneto jovem, papel que foi de Ian McKellen na versão mais velha.
Ainda antes do final do ano, Michael protagonizou o filme A Dangerous Method do diretor David Cronenberg com Viggo Mortensen e Keira Knightley. Michael interpreta o papel do psiquiatra e psicólogo suíço Carl Jung. Porém, o filme que lhe valeu maior aclamação da crítica foi Shame, onde interpreta o papel de Brandon, um homem viciado em sexo. O filme reuniu-o com o diretor Steve McQueen e rendeu-lhe indicações para vários prémios, incluindo os Globos de Ouro e os BAFTA. Vários jornalistas ficaram surpreendidos por o ator não ter sido indicado para o Oscar nesse ano e alguns afirmaram que o facto de ele ter aparecido completamente nu no filme o tenha prejudicado.
Em 2012, Michael teve um papel de destaque no thriller de ação Haywire do diretor Steven Soderbergh e protagonizou o filme de ficção científica Prometheus de Ridley Scott no papel do andróide David. Michael voltou a colaborar com Ridley Scott no ano seguinte no filme The Counselor. Apesar de ter um elenco forte, com Javier Bardem, Penélope Cruz, Cameron Diaz e Brad Pitt, o projeto recebeu críticas ruins e foi um desastre de bilheteira. Ainda em 2013, Michael trabalhou no seu terceiro projeto com Steve McQueen. Em 12 Years a Slave, Michael interpreta o papel do escravagista cruel Edwin Epps. Este papel valeu a primeira indicação de Michael para o Oscar e indicações para os principais prêmios da indústria do cinema, incluindo os Globos de Ouro, Screen Actors Guild Awards e BAFTA, todos na categoria de Melhor Ator Coadjuvante.

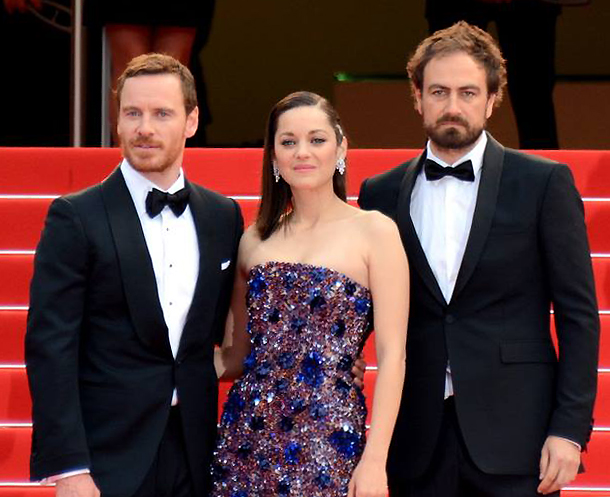
Michael Fassbender no Festival de Cannes de 2015.

Em 2014, Michael protagonizou o filme independente cômico irlandês Frank. O filme baseia-se em parte na personagem de Frank Sidebottom criada pelo comediante britânico Chris Sievery, o vocalista de uma banda de rock que se esconde atrás de uma máscara de papel marchê. Voltou a viver, nesse mesmo ano, a versão jovem do vilão Magneto em X-Men: Dias de Um Futuro Esquecido, onde dividiu o personagem com Ian McKellen.
Recentemente, atuou em Macbeth, dividindo cena com Marion Cotillard, no filme sobre o criador da Apple, Steve Jobs. Este último valeu-lhe, mais uma vez, indicações para os principais prémios do cinema, incluindo a sua segunda indicação para o Oscar, dessa vez na categoria de Melhor Ator.
Em 2016 estrelou nos filmes X-Men: Apocalipse, o terceiro filme sobre os mutantes jovens em que vive o vilão Magneto; The Light Between Oceans, ao lado de Alicia Vikander e Rachel Weisz; Assassin's Creed, da série de videogames e o qual ele coproduziu; e Trespass Against Us.
Em 2017, Fassbender estrelou em Alien: Covenant, a sequência de Prometheus onde retoma o papel do androide David; The Snowman, como um homem que investiga o sumiço de mulher durante uma nevasca;. Em 2018 foi lançado Weightless do famoso diretor Terrence Malick.

## Vida pessoal
Devido ao seu trabalho, Michael divide o seu tempo entre Nova Iorque e Los Angeles onde costuma gravar seus trabalhos americanos e Londres. Em Londres vive no mesmo apartamento desde a sua juventude no bairro de Hackney.
Desde o final de 2014, Michael está numa relação com a atriz sueca Alicia Vikander que conheceu nas filmagens do filme The Light Between Oceans. Segundo a imprensa internacional, Michael e Alicia se casaram em outubro de 2017 em Ibiza, Espanha. O casal vive em Lisboa, Portugal.
O casal tem dois filhos, um menino nascido em 2021, e outro em 2024.[carece de fontes?]

## Filmografia

### Cinema
| Ano  | Título                     | Papel                    |
| ---- | -------------------------- | ------------------------ |
| 2019 | X-Men: Fênix Negra         | Erik Lehnsherr / Magneto |
| 2017 | The Snowman                | Harry Hole               |
| 2017 | Alien: Covenant            | Walter e David           |
| 2017 | Song to Song               | Cook                     |
| 2016 | Trespass Against Us        | Chad Cutler              |
| 2016 | Assassin's Creed           | Callum Lynch / Aguilar   |
| 2016 | The Light Between Oceans   | Tom Sherbourne           |
| 2016 | X-Men: Apocalypse          | Erik Lehnsherr / Magneto |
| 2015 | Steve Jobs                 | Steve Jobs               |
| 2015 | Macbeth                    | Macbeth                  |
| 2015 | Slow West                  | Silas                    |
| 2014 | X-Men: Days of Future Past | Erik Lehnsherr / Magneto |
| 2014 | Frank                      | Frank                    |
| 2013 | 1                          | Narrador                 |
| 2013 | The Counselor              | O Conselheiro            |
| 2013 | 12 Years a Slave           | Master Epps              |
| 2012 | Prometheus                 | David                    |
| 2012 | Haywire                    | Paul                     |
| 2011 | Um Método Perigoso         | Carl Jung                |
| 2011 | Shame                      | Brandon                  |
| 2011 | X-Men: First Class         | Erik Lehnsherr / Magneto |
| 2011 | Jane Eyre                  | Edward Rochester         |
| 2010 | Centurion                  | Quintus Dias             |
| 2010 | Jonah Hex                  | Burke                    |
| 2009 | Fish Tank                  | Connor                   |
| 2009 | Inglourious Basterds       | Archie Hicox             |
| 2009 | Blood Creek                | Richard Wirth            |
| 2008 | Eden Lake                  | Steve                    |
| 2008 | Hunger                     | Bobby Sands              |
| 2007 | 300                        | Stelios                  |
| 2007 | Angel                      | Esmé Howe-Nevinson       |

### Televisão
| Ano       | Título                                                 | Papel                    | Notas                         |
| --------- | ------------------------------------------------------ | ------------------------ | ----------------------------- |
| 2001      | Band of Brothers                                       | Burton 'Pat' Christenson | Minissérie - 7 episódios      |
| 2001      | Hearts and Bones                                       | Hermann                  | 3 episódios                   |
| 2002      | NCS: Manhunt                                           | Jack Silver              |                               |
| 2002      | Holby City                                             | Christian Connolly       | Episódio: "Ghosts"            |
| 2003      | Carla                                                  | Rob                      | Telefilme                     |
| 2004      | A Bear Named Winnie                                    | Lt. Harry Colebourn      | Telefilme                     |
| 2004      | Gunpowder, Treason & Plot                              | Guy Fawkes               | Telefilme                     |
| 2004      | Julian Fellowes Investigates: A Most Mysterious Murder | Charles Bravo            | Telefilme                     |
| 2004      | Sherlock Holmes and the Case of the Silk Stocking      | Charles Allen            | Telefilme                     |
| 2004-2005 | Hex                                                    | Azazeal                  | 11 episódios                  |
| 2005      | Murphy's Law                                           | Caz Miller               | 5 episódios                   |
| 2005      | Our Hidden Lives                                       | German POW               | Telefilme                     |
| 2005      | William and Mary                                       | Lukasz                   | Episódio #3.3                 |
| 2006      | Agatha Christie's Poirot                               | George Abernethie        | Episódio: "After the Funeral" |
| 2006      | Trial & Retribution                                    | Douglas Nesbitt          | 2 episódios                   |
| 2007      | Wedding Belles                                         | Barney                   | Telefilme                     |
| 2008      | The Devil's Whore                                      | Thomas Rainsborough      | 4 episódios                   |